# Sabaconidae
Sabaconidae este o familie de opilioni ce cuprinde peste 40 de specii grupate în două genuri.

## Etimologie
Denumirea familiei provine de la numele faraonului egiptean – Sabacon.

## Morfologie
Lungimea corpului acestor specii este de 1,2 – 5,5 mm. Chelicerele sunt relativ mici, prezentând dimorphism sexual. La speciile din genul Taracus chelicerele, spre deosebire, sunt puternic alungite. Pedipalpii sunt mai lungi decât corpul.

## Răspândire
Opilionii din familia Sabaconidae se întâlnesc în emisfera de nord. Genul Taracus este găsit doar în vestul Americii de Nord și în Siberia Orientală. Specile Sabacon apare în sud-vestul Europei, în sudul Țării Galilor, și în zonele temperate din Asia, inclusiv Japonia și regiunea himalaiană a Chinei.